# Hinduísmo em Moçambique

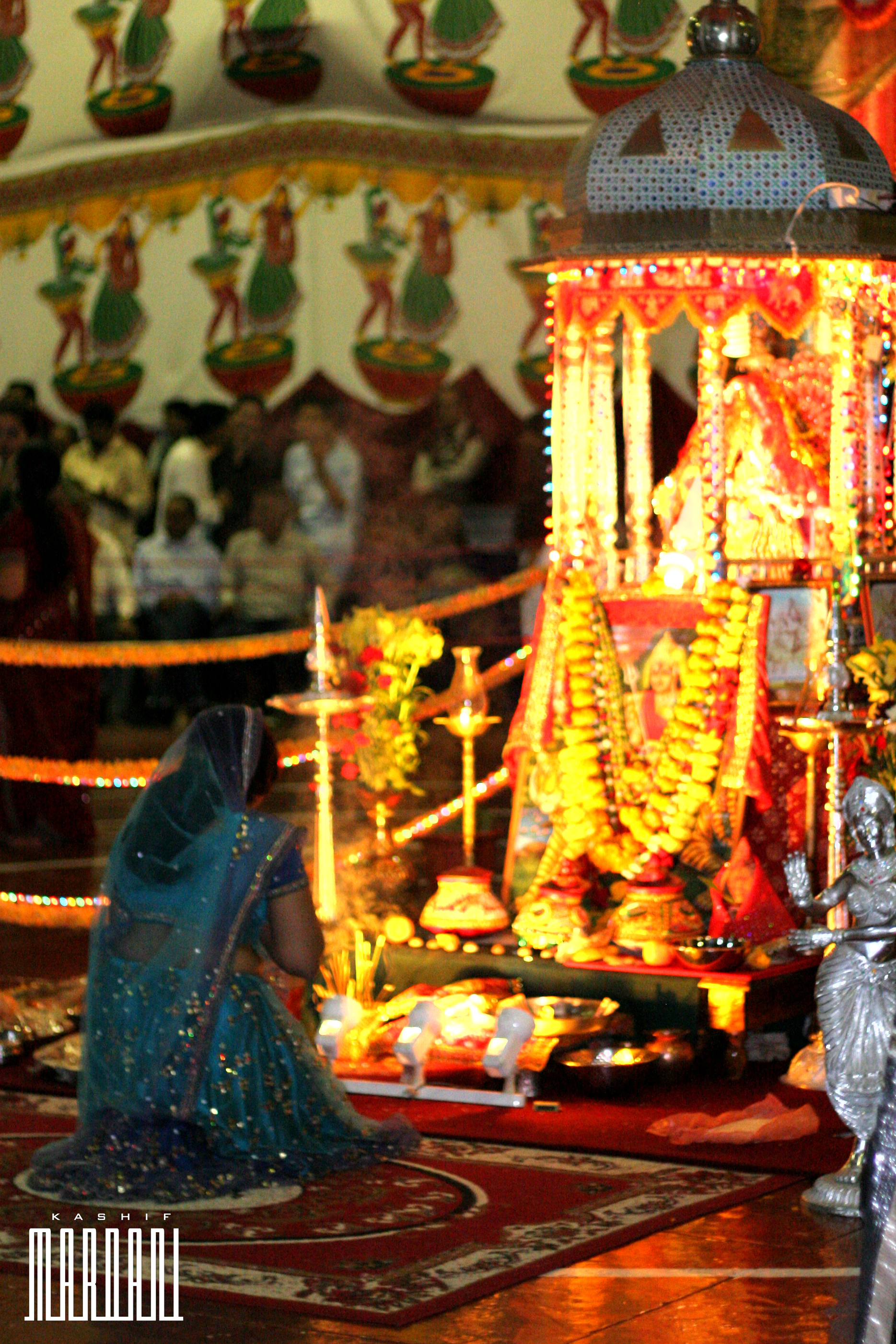
Mulher hindu em Moçambique orando num templo

Moçambique tem uma significativa comunidade hindu. A maioria dos seus antepassados vieram para Moçambique cerca de 500 anos atrás. Morando há 500 anos em África, incluindo sob a influência do português durante a sua colonização, a vibração da cultura indiana é ainda hoje evidente.